# Vicente Rondón
Vicente Paúl Rondón (ur. 29 lipca 1938 w San José de Río Chico, zm. 28 grudnia 1992 w Caracas) – wenezuelski bokser, zawodowy mistrz świata kategorii półciężkiej.
Walczył w kategoriach od średniej do ciężkiej, ale największe sukcesy odnosił w półciężkiej. Rozpoczął karierę boksera zawodowego w 1965. W 1968 wygrał i przegrał z byłym mistrzem świata w wadze półśredniej Luisem Rodríguezem oraz wygrał z Bennie Briscoe. W następnym roku zanotował porażkę z Briscoe przez techniczny nokaut w 8. rundzie, ale zdobył wakujący tytuł mistrza Wenezueli w wadze półciężkiej oraz pokonał Avenamara Peraltę z Argentyny. W 1970 odnotował 5 zwycięstw (bez porażki), w tym z Rogerem Rouse, który dwukrotnie walczył o tytuł mistrza świata wagi półciężkiej.
W grudniu 1970 World Boxing Association pozbawiła Boba Fostera tytułu mistrza świata w kategorii półciężkiej za uchylanie się od walki z najwyżej klasyfikowanymi pięściarzami (World Boxing Council nadal uznawała Fostera za mistrza). Do walki o wakujący tytuł zostali wyznaczeni Rondón i Jimmy Dupree. 27 lutego 1971 w Caracas Rondón zwyciężył przez techniczny nokaut w 6. rundzie, chociaż sam był liczony w 2. rundzie.
Czterokrotnie skutecznie bronił zdobytego pasa w 1971, wygrywając kolejno z: Piero Del Papą 5 czerwca w Caracas przez nokaut w 1. rundzie, 21 sierpnia w Caracas z Eddiem Jonesem na punkty, 26 października w Miami z Gomeo Brennanem przez TKO w 12. rundzie i 15 grudnia w Cleveland z Doyle Bairdem przez nokaut w 8. rundzie.
W pojedynku o unifikację tytułów mistrza świata 7 kwietnia 1972 w Miami Bob Foster znokautował Rondóna w 2. rundzie. Po tej porażce Rondón przeniósł się do wagi ciężkiej, ale w przegrał tam trzy kolejnej walki (pokonali go; Ron Lyle przez TKO w 2. rundzie oraz Ernie Shavers i José Manuel Urtain na punkty). Później walczył ze zmiennym szczęściem. Pokonali go m.in. Tom Bogs, John Conteh i José Roman. Walka z Romanem 6 czerwca 1974 była ostatnią w karierze Rondóna.
Późniejsze życie Rondóna było nieszczęśliwe. Został umieszczony w zakładzie psychatrycznym, a później skazany na więzienie za napad. Zmarł w biedzie i zapomnieniu w wieku 54 lat.